# Arthur Olsson
Pour les articles homonymes, voir Olsson.
Arthur Eidor Folke Olsson, né le 7 février 1926 à Torsby et mort le 12 octobre 2013, est un fondeur suédois.

## Championnats du monde
- Championnats du monde de ski nordique 1954 à Falun
  -  Médaille de bronze en relais 4 × 10 km.